# あまちゃんの登場人物
あまちゃんの登場人物では、2013年度前期（放送期間は4月1日 - 9月28日）のNHK連続テレビ小説『あまちゃん』に登場する人物について解説する。
- 原則として役名は、ドラマ内でのスタッフロールの表記に基づく。

## 主人公とその家族
天野 アキ（あまの アキ）
演 - 能年玲奈 ※第73回 - 第132回・第153回 - 第156回の語りも兼任。
経歴 1
1991年11月23日生まれ。8歳の時に都内の団地から一度引っ越した後、東京都世田谷区で育つ。高校2年生の2008年夏、母・春子に連れられ、初めて春子の実家がある北三陸の袖が浜を訪れる。祖母・夏から海に潜ることを勧められ、それまでの自分に決別すべく海女になる決意をする。
春子と共に夏と同居することとなり、同年9月に北三陸高校普通科へ転校後、一目惚れした先輩・種市が在籍し南部もぐりの実習がある同校の潜水土木科へ8年ぶりの女子生徒として編入。観光協会のホームページに「なまりすぎる海女」としてヒロシが掲載した、海女姿のアキが北三陸を紹介する動画が全国的に注目を浴び、親友のユイとともに観光PR活動も始め、町おこしの中心人物となる。
2009年3月、北三陸鉄道の起死回生の切り札として企画・運行されるお座敷列車において、ユイとのユニットを「潮騒のメモリーズ」と名付け歌を披露。春子の反対のためイベント終了後はアイドル活動（PR活動）を休止する。その後自らが発案した「海女カフェ」が海開きの日（7月1日）にオープンし、学業の合間に従業員として勤める。
経歴 2
同年夏、本格的にアイドル活動を始めるため、父親の急病のため来られないユイより先に単独で上京。朝日奈学園芸能コースに通いながら「GMT47（後にGMT6に改名）」の岩手代表メンバーとして活動する一方、荒巻の勧めで女優業の勉強のために鈴鹿の付き人を兼業する。
同年12月の「国民投票」の結果、46人中の42位で解雇対象となるが、2名の脱退者（そのうちの1人がアユミ）が出て順位が繰り上がり解雇は免れたものの40位のため、最下位扱いとなっている。またドラマ撮影で第40回ものNGを出すなど、芸能生活に挫折して正月に北三陸に帰郷し、変わり果てたユイの八つ当たりと自分が出演したドラマのシーンがほとんどカットされていたことでさらに自信を失くすが、水口からGMTで必要とされていることを知るとともに、ユイと和解し「ユイのためでなく自分のために」頑張ろうと再上京する。
春子の存在を恐れる荒巻に圧力をかけられて解雇されるが、女優引退をかけた鈴鹿の荒巻に対する説得により解雇は撤回。しかしGMTのプロデュース内容を巡る春子と荒巻の争いに巻き込まれ、GMTを脱退（GMTとしては「中退」扱い）。世田谷の実家マンション内で家族が立ち上げた芸能事務所「スリーJプロダクション」に移籍する。子供番組「見つけてこわそう」の出演を機に人気が出始め、予備校「神技ゼミナール」の広告出演も決まる。2010年の秋に「潮騒のメモリー〜母娘の島〜」のオーディションに合格し、ヒロイン・鈴鹿あき役として鈴鹿ひろ美とダブル主演し、この映画作りと主題歌レコーディングを通じて両親と荒巻・鈴鹿の因縁を解消し、和解に導く。
2011年3月11日、映画公開に合わせたGMTのジョイントコンサート前日に東日本大震災が発生。コンサートは延期となり、「海を扱った作品」という理由から映画は公開一週間で上映中止となってしまう。その後、被災した北三陸のことを気にしながらも芸能活動を続けていたが、水口が黙って手配したGMTとの共演をきっかけに「北三陸の皆に会いたい」と望郷の念が募り芸能活動を休止し、帰ることを決意する。6月23日夜、GMTと安部と無頼鮨で送別会を開き、夜行バスで1年半ぶりに北三陸に帰る。帰郷後は海女および北三陸のアイドルとして復帰し、網でミサンガ作りなど、地元民と共に復興に向けて奮闘する。2012年には、悲願だった「海女カフェ」が再建され、ユイとのユニット「潮騒のメモリーズ」も復活し、地元の北三陸で芸能活動を再開する。
人物
北三陸に来るまでは「地味で暗くて、向上心も協調性も個性も華も無いパッとしない」性格であり、引きこもりがちで目立つことが苦手で、本人曰く東京での良い思い出はひとつもない。興奮したりショックを受けたりすると感情任せに後先を考えない行動に出たり、年上の人物に対して失礼な言動をとったり、未だにサンタクロースの存在を本気で信じるなど、幼い一面がある。また、「ブス」という言葉に過敏で、他人から言われると動揺や激高する。順応が早く、日常会話はほぼ袖が浜の方言であり、東京に再度戻った後も原則変わることはなかった。泣くと「うばぁ」という変わった声を上げる。相手の言動を心から尊敬する時、「かっけ〜」というのが口癖である。また、心が優しく家族、友人思いでありGMTを辞める時水口に「この通りだ、GMTデビューさせてやってケロ」と土下座をして仲間を応援したり、オーデションの競い相手の小野寺に「でも、どっちが呼ばれても、ちょっと嬉しくねえ?」などライバルに対しても友好的である。ユイに「皆に好かれてみんなを笑顔にする才能」、「アキちゃんと友達でよかった」と言われたり、春子と和解した際の鈴鹿から「いい娘さんね」と評価を受けたりなど周囲からの評判は良い。
天野 夏（あまの なつ）
演 - 宮本信子（若き日の夏：徳永えり） ※第1回 - 第72回・第154回・第156回の語りも兼任。
アキの母方の祖母で、春子の母親。通称「夏ばっぱ」。「海女クラブ」の会長を務める最年長の現役海女で、64歳（第2回の時点）。本業以外に「軽食&喫茶リアス」および「スナック梨明日（りあす）」を営み、「リアスのウニ丼」の製造および販売を行う。
モットーは「来る者は拒まず、去る者は追わず」。人が話をしている最中によく寝てしまう癖がある（第66回・第118回など）。たぬき寝入りの時は閉じているが、本当に寝入っている時はまぶたを開けて寝ている。「東京編」より、かつ枝からもらった猫の「かつえ（演：ドロップ）」を自宅で飼っている。
アキの良き理解者であり、春子には冷たい態度をとることが多いが、孫のアキは優しく可愛がる。さらに忠兵衛とは新婚夫婦のように仲睦まじい。若い頃は「北三陸のアイドル」的存在で、19歳だった1964年に北三陸で行われたリサイタルでデュエットした歌手・橋幸夫に長年憧れ続けている（第20週）。
アイドルを目指す若き日の春子を応援していたが、春子の海女就業を地元民に切願され悩んだ末、1984年の夏に無言で春子を東京へ送り出した（第39回）が、このことが原因で、春子から大きく失望されていたが、このことは後年勉から皆に事情が伝えられることになる（第72回）。
孫のアキから尊敬され、彼女が海女になるきっかけを作る。2009年、かつての春子のようにアイドルになりたがるアキの本心を知り、他の海女クラブの会員たちとともに応援する。この件で戸惑う春子から相談された際、25年前の件を謝罪し和解する（第12週）。アキが旅立つ日、春子が上京した時と同じように浜辺で大漁旗を振り見送る（第72回）。
北三陸をこよなく愛しており、生まれてから一度も市外へ出たことがなかったが、2010年のお盆休みに66歳にして大吉とともに初めて東京を旅行し、鈴鹿の計らいで橋幸夫と再会することが叶う（第20週）。しかし、帰郷後アキがオーディション一次審査に臨む当日、心臓の病に倒れてしまう（第20週）。幸い、手術は成功し意識を取り戻す（第21週）。「故郷編」では、娘の春子に対しては素直になれず互いに憎まれ口をたたき合っていたが、退院後、看病してくれていた春子に対し、初めて「ありがとう」と言う。
震災以降は帰郷したアキとともに周囲を叱咤激励し、復興を盛りたて、春子たちの合同結婚式の席で今季限りでの引退を表明する（第26週）。
天野 春子（あまの はるこ）
演 - 小泉今日子（若き日の春子：有村架純／少女期：田附未衣愛／幼少期：豊嶋花）※第132回 - 第153回・第155回・第156回の語りも兼任。
アキの母親。1966年（昭和41年）4月12日生まれ。結婚時の姓は「黒川」。父・忠兵衛は職業柄不在がちで、事実上の母子家庭の状況下、海女になることを半ば覚悟しながら育つ。北三陸高校時代はツッパリかつマドンナ的な存在であり、髪形を聖子ちゃんカットにするなど流行に敏感だった。数々ののど自慢大会に出場して優勝したり、歌のレッスンを受けたりオーディションに応募するなど、アイドルになることを目指す。レッスンの費用は観光海女をして自分で稼いでいた。
18歳だった1984年の夏、町興しのためにと海女就業を半ば強要する地元民と、その依頼を断らない母を含めて田舎に嫌気がさし、北三陸鉄道リアス線開通と勝ち抜きオーディション番組「君でもスターだよ!」への出場権を得たことを機に、高校卒業を待たずに家出同然で憧れの東京へ上京。最初の挑戦で新チャンピオンとなるが、その回で番組が打ち切りになり芸能界入りのチャンスが断たれてしまう。
その後、原宿にある純喫茶「アイドル」でアルバイトしながらオーディションを受け続けるが、「素人らしさ」がアイドルの時流となり、プロになるべく勉強を積んできた春子は落ち続けることとなる。時には、表参道の横断歩道で信号待ちをしているふりをしながら芸能事務所にスカウトされるのを待っていた。1985年に当時新人スカウトマンだった荒巻に頼まれ、（著しく歌唱力の劣る）鈴鹿ひろ美の「影武者」として「潮騒のメモリー」のレコーディングを行う。その後も、春子をデビューさせるという荒巻を信じて歌の影武者を続ける。しかし、1989年、デビューの見込みが無いと察していた折、荒巻と喧嘩別れし歌手の道を諦める。直後に乗ったタクシーで、鈴鹿の影武者の事情を知っていた運転手である正宗と偶然再会し、後に結婚し、専業主婦となる。
上京から24年後の2008年の「袖が浜海岸海開き」（7月1日）の前日に、幼なじみの大吉の画策によりアキを連れて帰省する。海女になりたがるアキに最初は反対し夏休みの間だけという条件で承諾、後に応援することとなるが、アキがアイドル的存在として周囲から扱われたり注目を浴びる活動をすることには猛反対する。実家で夏と同居を始めてから「リアス（梨明日）」で雇われママとして働き始める。夏とは昔から反発しあっているが、忠兵衛とは仲が良い。また、娘の友達であるユイをかつての自分と重ね気にかけている。
感情任せな言動が目立ち、理不尽なことでイライラしたりキレることが多く、激高すると容赦のない暴言を吐いたり、時には暴力を振るうこともあって、周囲から反感を買うこともある。しかし、勝気で気丈なように見えるが、実は内心、とても傷つきやすいナイーブな心の持ち主。アイドルになりたがるアキに激怒するが、アキの志願のきっかけの一つに自分が関わっていることを知り戸惑い、夏に相談する。夏に25年前のいざこざを謝罪され、溜飲を下げた春子はアキを応援することに決め、快く見送る。
2008年の年末に正宗との離婚が成立し、2009年のクリスマスに大吉にプロポーズされる。この間、素行不良に陥ったユイの更生に一役買う。
2010年、解雇されたアキの電話を受け、アキの後押しと自分がやり残したことを果たすために上京。アキが戻ったGMTのプロデュースに介入するようになる。過去のこともあり荒巻も黙認するが、作品の出来と商法を巡って対立。再び喧嘩別れしたうえ、アキを離脱させる。その後、アキの個人事務所「スリーJプロダクション」を設立し、社長に就任して娘を支える。その後すぐにマネージャーの募集を行い、厳正な審査の結果、水口を合格にする。かつて自分を鈴鹿ひろ美の影武者に仕立て上げた芸能関係者と複数接触し、仕事を取ってくる。
アキが映画「潮騒のメモリー〜母娘の島〜」のオーディション一次審査に臨む当日の朝、夏が病に倒れたことを大吉からのメールと電話から連絡を受け、一人で北三陸に戻り夏の看病を行う（第120・121回）。夏の体調がウニ丼を作れるまで復調したことと、アキによる契約破りの交際を知ったことをきっかけに映画の最終撮影日、東京に戻る（第130回）。
アキの「潮騒のメモリー」のレコーディングの日、荒巻が鈴鹿に「潮騒のメモリー」の歌を差し替えた事実を打ち明け、過去に表舞台へ出られなかったことに関して鈴鹿と荒巻から謝罪される。これをきっかけに鈴鹿とのわだかまりも解ける。たっての希望で、鈴鹿のマネジメントも引き受ける。
震災後、アキが北三陸に戻りたいと言い出し、最初は一緒に戻るつもりでいたが、アキから東京に居続けてほしいと言われ、アキを快く北三陸に送り出した。後に正宗と復縁する（第144回）。
2012年、鈴鹿が事務所社長である自分に無断で東日本大震災復興支援チャリティーリサイタルを決めてしまい、最初は荒巻と2人頭を抱えるが、鈴鹿の想いと歌を聞いた上で鈴鹿のボイストレーナーを引き受けた（第147回）。上達の見込みなしと判断し、チャリティーリサイタルの当日、鈴鹿の影武者を務めるため北三陸に戻る（第153回）。海女カフェで行われたリサイタルは成功を収め、大吉たちの計らいで、荒巻・鈴鹿、大吉・安部のペアとともに正宗と結婚式を挙げる（第154・155回）。鈴鹿とお互いこれまでのことを「ふっ切れた」と語り合い、海開き（7月1日）の朝、鈴鹿と一緒に、北三陸鉄道の運転再開の式典を待たず、アキを励ました後、北三陸をあとにする（第155回）。
黒川 正宗（くろかわ まさむね）
演 - 尾美としのり（若き日の正宗：森岡龍）
アキの父親。春子の夫。恐妻家。1964年（昭和39年）9月6日生まれ。東京で個人タクシーの運転手をしている。物静かで暗く基本的には「良い人」だが、その言動は何故か周囲を苛立たせる。空手の黒帯持ち。趣味は料理。
1985年、法人タクシー「大江戸交通」に勤務していた時、客として乗せた春子と初めて出会うと同時に、同乗した荒巻と彼女の会話で「潮騒のメモリー」に関する秘密を知ることとなる。その後、1989年に実家に帰ろうとしていた春子を偶然客としてタクシーに乗せ再会し、交際を経て結婚しアキが生まれる。仕事よりも家族のことを優先してきたが、それがかえって家族にマイナスの影響をもたらす。
帰省した春子から離婚を切り出されるが受け入れられず、アキの17歳の誕生日をきっかけに天野家に住み込んで北三陸のタクシー会社に就職する。その後、春子と協議し、離婚に応じ東京へ戻る（第44回）。
アキを溺愛しており、中学生まで一緒のベッドで寝ていたその一方で教育に関しては厳しく、学校や塾をサボって海女活動を始めたアキを叱責するが（第8回）、海女仲間の一員として明るく働くアキを見て考えを改める（第9・10回）。
東京編では、アキが実家へ帰った際、離婚後に同窓会で再会した同じくバツイチ女性と交際していることがアキにばれるが、程なく関係は終局（第13週）。アキがアイドルを目指しGMT47に加入したことについて、アキの適性に合わないことと荒巻が関わっていることから反対するが、徐々に理解を示し荒巻との苦境で何も力になれなかった事に不甲斐なさを感じアキに謝罪した。その後、アキが正宗邸で夕飯を食べていた際に泊まるように勧めるが合宿所の門限がある事と寝袋で寝ている現状を聞かされ、アキが天野春子の娘であるから荒巻の策略に巻き込まれている事を見抜いていた。GMT脱退後は応援にまわり「スリーJプロダクション」立ち上げの資金を提供し、運転手を引き受ける（第108・109回）。
2011年、春子と再婚する（第144回）。2012年7月1日、ヒビキからチケットを譲られ、娘アキの晴れ舞台を楽しむ（第156回）。
天野 忠兵衛（あまの ちゅうべえ）
演 - 蟹江敬三
アキの母方の祖父で、春子の父親。2008年の時点では67歳。1961年（昭和36年）からマグロの延縄漁などを行う遠洋漁業の漁師。北三陸高校潜水土木科の第一期卒業生。
仕事上在宅は年10日程であり、漁に出ている間は夏により「死んだものと思って」仏壇に写真が飾られているが、その事情を知らない帰省当初のアキと春子からは本当に死んだと思われる。
帰宅後の健康診断で心臓の衰弱を診断され、長期の漁は命取りであると知り、漁師引退を宣言した上でスーパーマーケットの鮮魚売り場にパート社員として再就職するが、漁業への思いが断ち切れず数日間で退職、再び漁に戻る（第40-43回）。約1年間の沖漁から北三陸に帰還後、臨時の漁船の助っ人を依頼され断ったが後悔する（第93回）。しばらくして、再び南半球に漁に出る（第98回）。
震災後は北三陸にいる夏とインターネット電話で連絡を取り合っていたが、2012年6月18日に北三陸へ帰還（第150回）。海開きの前日である同月30日に再び出漁し（第154回）、ベーリング海上でアキの動画を見ながら仲間たちに自分の孫娘だと自慢する（第156回）。

## スリーJプロダクション
水口 琢磨（みずぐち たくま）
演 - 松田龍平
芸能事務所「オフィス・ハートフル」のスカウトマン及び「GMT47」マネージャーで、のちにアキの個人事務所「スリーJプロダクション」チーフマネージャーを経て同社岩手北三陸支社長。1976年（昭和51年）9月23日生まれ。乙女座。
ロイド眼鏡を掛け口と顎に髭を蓄え、北三陸では一部の人々から「ミズタク」の通称で呼ばれる。大学で考古学を専攻していたと偽り琥珀職人の勉に弟子入りし（第43回）、アキとユイについて偵察して荒巻の関係者に内密に報告。ユイに正体が発覚してからは、デビューのために東京へ誘う（第58回など）。
無愛想だが熱い内面を持ち、仕事に関しては冷徹に振る舞うが、アキが映画ヒロイン合格を射止めて以降は涙もろい面も見せる（第126・131・135回）。一方で、退職希望の際に封筒の中身が空の辞表を出すなど一般常識に欠ける面もある（第144回）。荒巻に初めて任されたプロジェクトである「GMT47」への思い入れは強い。スカウト当初はブレイクするのはユイだと判断しセンターに推していたが、アキがGMTに加入してから次第に彼女の存在が自分の中で大きくなっていることとGMTにとっての重要性に気付いていく。
昔はバンド「バースデイ・オブ・エレファント」のベーシスト。荒巻と知り合った事で、当初はバカにしていたアイドルのマネージャーになり、GMTのチーフマネージャーに抜擢されたことに恩義を感じているが、「国民投票」の頃から荒巻のやり方に疑問を抱くようになる。ついにアキの脱退を機に反抗し彼の怒りを買うが、結果として荒巻をアキのいないGMTの売り出しに本気で向かわせることになる（第108回）。その後、プロジェクトから除外されたのをきっかけにハートフルを退職して「スリーJプロダクション」マネージャーとなる（第109回）。
GMTの合宿所時代はメンバーたちと生活指導なども兼ねて同居し、眠れなくなるたび夜中に部屋を訪れるアキの相談にも応じる（第96回など）。アキの事務所解雇の危機を機に「潮騒のメモリー」の秘密を知る1人になると共に、絶対音感の持ち主ゆえに鈴鹿の歌の録音テープを聴き苦悶する（第101回）。
北三陸滞在中は琥珀に全く興味が無かったが、アイドル育成を琥珀磨きに例えた勉の言葉はのちに水口のマネジメントへの姿勢に影響を与え、改めて勉を師匠として慕うようになる。
2011年、震災後、望郷の念にかられながらも言いだせないアキのために、荒巻に頭を下げて表向きは自分の企画であることを隠したままGMT5との共演を実現させ、密かに彼女が北三陸へ帰る決意の後押しをする（第135回）。その後、完成された女優である鈴鹿のマネジメントに情熱が持てなくなり、自らの「原点」と語る「潮騒のメモリーズ」によるお座敷列車公演を復活させるため「スリーJプロダクション」退職を申し出るが、春子の計らいで「岩手北三陸支社長」として転勤扱いとなる。同時に琥珀職人として勉の元に再度弟子入りする（第144・145回）。
2012年6月末、坑道で琥珀掘りをしている最中、偶然数千万年前の恐竜の骨を発見。翌7月には、一般開放された坑道で夏休みを利用して訪れた少年が骨を発見した事から、後日一緒に新聞の一面を飾る（第155・156回）。アリの入った琥珀（第43回）、アイドルの原石と何かと発掘する能力に長けている。
アキが契約を破って種市と交際していることを彼女の表情の変化から見抜き、嫉妬心を抱いて種市を厳しく叱責する。その態度やハートフルから独立したことについて、アキに対する恋愛感情があるのではないかとGMTのメンバーたちに指摘される（第122回）。演じる松田は、その時点の台本には恋愛感情があるかどうかは書かれていないが、93回の留守番電話のエピソードなどには、水口がアキを異性として見ているのではないかという解釈をしている。
水口のキャラクターはTwitter上での女性視聴者からの人気が高く、無防備さやクールさと熱さのギャップ、アキとの関係などに「萌え」を見出す層を生みだしている（あまちゃん#ネット上での反応参照）。
鈴鹿 ひろ美（すずか ひろみ）
演 - 薬師丸ひろ子
1965年生まれの清純派大女優。故郷編には写真のみで登場。
アイドルとしてデビューした1986年、海女を題材とした青春映画「潮騒のメモリー」で主演を務める（新ヨコハマ映画祭新人賞）とともに同タイトルの主題歌で60万枚のセールスを記録。その後の歌手活動は順調だった。
しかし、実際はレコーディング関係者が頭を抱えるほどの音痴であり、レコーディングについては当時のマネージャーだった荒巻が手配した影武者・春子に歌ってもらった。映画・歌ともにヒットし、歌番組に関しては最初は断っていたものの、歌いたい意欲が出て出演し、春子が鈴鹿の口の動きに合わせ吹き替えして歌うことで乗り切った。さらにしおりの子供に子守唄として「だんご3兄弟」を歌うも失敗し泣かせてしまった。
自らの影武者の存在については知らないことになっており、春子については荒巻が売り出そうとして潰してしまった不運なアイドルの卵と聞いている。
23年後、何も知らずに「潮騒のメモリー」のビデオを観たアキにとって憧れの女優となる。アキが上京した時点では「BSプレミアム時代劇 静御前」や寿蘭子シリーズ「おめでた弁護士」（パート14）などのドラマで主演女優を務める。
行きつけの店の寿司屋「無頼鮨」でひとり食事をしていた時、偶然、真奈が初舞台を踏んだ祝賀会を行うアキらGMTと遭遇し、熱烈なファンぶりを見せるアキに励ましの言葉をかける（第78・79回）。
荒巻から話を受け、アキを自分の付き人に雇う。自分の演じる役や出演作を辛辣にけなしながらも本番では完璧に演じ、夜9時以降は食事をしない、朝はいつも、良い声を出すため「鈴鹿スペシャル」と称した特製ミックスジュースを飲み（映画「潮騒のメモリー〜母娘の島〜」で黒川家に滞在した際、アキと正宗に振る舞い、リサイタル前に北三陸の天野家に住み込んだ時にも、夏・忠兵衛・アキに飲ませた）、スタッフへの差し入れは欠かさないなど女優としてのプロ意識を持つ。一方、私生活ではいつも黒一色の服装で、立ち振る舞いはアキから「普通のおばちゃん」と称される。過去に付き人や運転手を何度も解雇し自他ともに認める面倒くさい性格であるが、アキには昔の自分と似ているとの理由で本音を話し親切にする。
主演番組の監督かプロデューサーにバーターを掛け合い、「新春SPおめでた弁護士」でアキに端役としてドラマ初出演の機会を与えるもアキが第40回のNGを出し、女優は難しいと判断（第88回）。アキが付き人を辞めた後も彼女を応援し「潮騒のメモリー〜母娘の島〜」のオーディションでは助け舟を出し、主役に導いて行く。春子と和解後、これまでの個人事務所からスリーJプロダクションへ移籍希望を申し出る（第132回）。
東日本大震災後は、スランプに陥り仕事を辞退するようになるとともに、自らの生き方に迷いが生じる（第23週）。1989年（平成元年）に、事務所公認のもと荒巻と交際し、その後一緒に独立しハートフルに所属したが1年未満で破局したと語っていた（第113回）。しかし梅頭が言ったように（第122回）引き続き同居を続けており、世間で「震災婚」が流行する風潮のあった2011年夏、荒巻と正式に結婚する（第141回）。
2012年3月に震災復興を目的としたチャリティーリサイタルを個人で勝手に決め、秘密を知るアキたちを心配させるが、6月30日のリサイタルでは見事な音程の歌を披露し成功させる（第153・154回）。

## 北三陸の人々

### 足立家の人々
足立 ユイ（あだち ユイ）
演 - 橋本愛
アキと同学年で地元でも名の知られた美少女。2008年一学期の終業式の日、北三陸鉄道の列車内でアキと出会い（第4・5回）、やがて親友となる。
名士の足立家に生まれお嬢様育ち。普段はクールだが、感情が高ぶると一転して喜びを爆発させたり激高したりする（第31・47回など）。また非常に負けず嫌いで、気持ちを素直に表さず自己中心的な態度や腹黒い面を見せることもある（アキ曰く「面倒くさいユイちゃん」）。一方、「ブス」呼ばわりされたアキを庇ったり、自分の発言でアキを傷付けた事に泣き出すなど友情に厚い一面も見せる。1980年代のサブカルチャーに異常に詳しく、天野家で春子がかつて暮らした部屋に入った際はアキを差し置いて大興奮する（第31回）。また、天然な一面がある。
将来の夢はアイドルになることで、憧れを抱く東京の事情には（東京育ちの）アキよりも通じている。町おこしのイベントである「ミス北鉄☆コンテスト」に優勝し、観光協会のホームページに掲載された彼女の動画が注目を浴び、全国から多くのファンが北三陸市を訪れるようになる（第18回）。程なくアキも全国的に人気が高まり、二人のユニットを「潮騒のメモリーズ」と命名し、今後の方針について熱く語る（第40回）。アキの活動休止後も一人でミス北鉄としての活動を継続し（第54回）、テレビ番組「5時だべ わんこチャンネル」にレギュラー出演（第56回）するなど活躍の場を広げる。
アキの片思い相手である種市から交際を申し込まれ戸惑いを見せるものの、種市が卒業後に転居する内定先の社員寮の所在地がお台場だと知り、上京後に遠距離恋愛という形で交際することを約束する（第48回）。
2009年春、水口の素性を知って芸能界入りを本格的に考えるようになる（56回）。そのため家出をしようとして地元民に阻止された（第60・61回）後、ようやく円満に上京しようとする前夜に父・功が倒れ、さらに1か月後に母・よしえが失踪する。立て続けに足止めされた一連の出来事と家族に襲いかかった不幸、芸能活動に励むアキとの差が広がることに深く傷心し、ついには不良少女に変わり果て、高校も辞めて荒れた生活を送るようになるが、ユイを心配する春子に叱咤されるとともに周囲の地元民たちの温かさに触れ次第に心を開き（第83回）、春子の勧めで「軽食&喫茶リアス」および「スナック梨明日」でアルバイトを始める（第84回）。2010年の正月に帰省したアキに対して素直になれず辛くあたるが、挫折し落ち込むアキの気持ちを察して謝罪し和解。アキ自身のためにアイドル活動を頑張ってもらいたいことと、応援することを誓う（第94回）。アキの事務所移籍の頃には海女を目指し訓練を始め次第に更生。ミス北鉄の活動と並行し海女として海に潜ることになる（第110回）。
2010年のお盆には夏と共に東京旅行を計画するが、直前に失踪中のよしえが東京で現れたと連絡を受け、動揺し取りやめる（第114回）。2011年3月11日、アキとGMTの合同コンサートを見に行くために上京しようとするも、北鉄車内で東日本大震災に遭いトンネル内に閉じ込められ、ショックで心に深い傷を負う（133回）。結果、劇中では一度も東京へ出る事は無かったが、アキからも諭され、今後も北三陸で暮らす事を決意する。
2012年夏、アキを訪ねてGMTメンバーが北三陸へ現れたことから、対抗意識によりアイドルへの夢が再燃。いまだ夢を諦め切れてない事を吐露し、アキと共に「潮騒のメモリーズ」を復活、地元アイドルとしての活動を再開した。
足立 ヒロシ（あだち ヒロシ）
演 - 小池徹平
ユイの兄。1985年生まれ。地元民たちに「足立さん家の息子」と認識されているが、名前を覚えてもらえない（第15回など）。折り合いが悪い関係の父・功から、自宅の薪ストーブの前でいつも居座っているため「ストーブ」と呼ばれ、やがて周囲でもこの呼び名が定着する。「リアス」の常連たちやGMTのしおり・真奈からもイケメンと評されるルックスの持ち主だが、話すと「残念」と言われてしまう（第99回）。
盛岡の大学を卒業後は東京のホテルに就職したが、2か月半で退職し北三陸に帰ってきた。物語開始当初は、自分の居場所を見つけられない若者で、漁船監視のアルバイトを始めるが（第5回）すぐに辞め、アイデアの豊富さとパソコンが得意なことを大吉に見込まれて観光協会のウェブ担当として再就職。アキが北三陸市を紹介する動画とウニを捕って喜ぶ動画を撮影して自作の観光協会ホームページにアップし（20回）、アキが注目を浴びる発端を作る（第25回）。またアキとユイが地元で取材を受けたりテレビ出演などをする際にはマネージャー役を務める（第35回）ほか、「海女カフェ」担当も兼業する（第56回）。
いつも入り浸るパチンコ店で知り合って以来、春子には本音をこぼすようになる。アキに恋をするが、なかなか距離を縮めることができなかったあげく、アキが種市に恋していることを春子から知らされて失恋（第33・34回）。その後はアキに未練を残しつつ職場の同僚の栗原と交際するが、性格の不一致と栗原の心変わりにより終局。以後もアキを思い続けている。
功が倒れてからは母のよしえとともに介護も続け、母の失踪後も自らが介護を引き受け、どうにかユイを東京で待つアキの元へ送り出そうとする。
2011年の東日本大震災発生後は、大吉たちと共に復興へ向けて活動を再開。海女として復活したアキの動画をアップし続けている。
宮藤によれば、「ストーブさん」には実際にモデルになった人物がいるという。
足立 功（あだち いさお）
演 - 平泉成
ユイとヒロシの父。岩手県議会議員を務める地元の名士で、偉ぶるところのない気さくな人柄のため人々に敬愛されている。
北三陸高校の元教師で春子や大吉の担任をしたこともあり、その頃は春子のようなツッパリ生徒にもおおらかに接していたが、ヒロシが北三陸に戻って働いていない時期には厳しくあたってしまう（第16回）。ユイの良き理解者でありユイがアイドルになりたいという夢を応援しており、彼女のタレント活動にも反対していない。
2009年、北鉄廃線の議題が県議会でのぼったことを受け、起死回生を図ろうと「お座敷列車」のアイデアを提案する（第45回）。同年夏、ユイがデビューを目指し上京しようとする前夜に倒れ、意識は戻るものの一時は後遺症により介護の必要な状態となるが、家族を思い必死にリハビリテーションとして歩行トレーニングを開始（第79回）。翌2010年の正月には、ヒロシの付き添いで「梨明日」に来店できるまでに回復する（第90回）。リハビリ中に失踪したよしえに対して、子供達とは対照的によしえを許し迎え入れる。
東日本大震災後に岩手県議会議員を辞職し（第139回）、翌2012年の北三陸市長選挙に立候補し当選した（第147回）。
足立 よしえ（あだち よしえ）
演 - 八木亜希子
ユイとヒロシの母。仙台の出身で、短期大学を卒業後に岩手県のテレビ局にアナウンサーとして就職。功に見初められ、アナウンサー2年目の1984年に結婚し翌年ヒロシを出産する。現在は専業主婦。夏らも認める「才色兼備」にして「良妻賢母」だが、病に倒れた功がリハビリを始めた頃の2009年10月7日、病院の面会帰りに「リアス」に立ち寄ったのを最後に失踪、同年11月、東京上野で元上司の男性と楽しげに歩く姿をアキに目撃される（第86・87回）。2010年8月、純喫茶「アイドル」で春子とアキに会う。将来の不安から家出し司会業・ナレーターのほかコンビニのアルバイトをするうちに、自立した生活の楽しさを覚え帰れなくなったことを語り（第113・114回）、針のむしろとなる境遇を覚悟の上で、折しも上京していた夏・大吉と共に北三陸の家族の元へ帰る（第117回）。「梨明日」で、足立家一同や北三陸の人々に涙ながらに謝罪。ユイとヒロシから罵倒されるが、功に迎え入れられ、2人も納得した。その後は、北三陸市長選へ立候補を表明した功を応援するなど、家族の信頼を取り戻すために奮闘する（第139回）。

### 海女・漁協関係者とその家族
海女たちの年齢は第2回の時点。大吉同様、海女の後継者問題に頭を悩ませている。
今野 弥生（こんの やよい）
演 - 渡辺えり
海女。56歳。個性的なファッションを好む。カタカナ語が苦手で、頑張って使おうとするが上手く言えていない。
「北三陸の越路吹雪」と称される程の歌唱力の持ち主。歌唱力に難があるアキとユイに対してレッスンを施す（第46回）。
声が大きく口数も多いため、陰で吉田らに「騒音ばばあ」と呼ばれる（第55回）。また、クセで、海女仲間との会話で「んだんだんだ!」と頻繁に相槌を打つ。
今野 あつし（こんの あつし）
演 - 菅原大吉
弥生の夫。町の商工会長で洋服店「ブティック今野」を営む。弥生の尻に敷かれている。夏の店の常連客である。春子たちの合同結婚式では、ウエディングドレスと白無垢を用意するという気遣いを見せた。
長内 かつ枝（おさない かつえ）
演 - 木野花
夏に次ぐ年長の海女で、59歳。老眼鏡をかけている。六郎とは結婚と離婚を繰り返し、2008年の時点では内縁の仲である。バックに六郎が組合長を務める漁協がついており、色々と金に細かいことから、陰で「メガネ会計ばばあ」と呼ばれる（55回）。アキのことを実の孫のように可愛がっている。
長内 六郎（おさない ろくろう）
演 - でんでん
袖が浜漁協の組合長。元漁師。漁師と海女の板ばさみになることが多く、悩みのタネである。「海女カフェ」のオーナーにもなった。カタカナ語が苦手で、上手く言えていない弥生のツッコミ役。
東日本大震災では自身と妻・かつ枝は無事だったものの、津波により自宅が丸ごと流され、息子の位牌や遺品も流失してしまった。2012年の時点では仮設住宅で暮らす。
長内 克也（おさない かつや）
演 - 小林優斗
長内夫妻の一人息子で第18回（回想シーン）に登場。地引き網の漁師であったが、1992年、沖に流された女の子のサンダルを取りに行こうとし、波にのまれて19歳の若さでこの世を去った。
熊谷 美寿々（くまがい みすず）
演 - 美保純
海女。50歳。若い頃は東京から追っかけがやって来るほどの人気海女であった。過去に何度も駆け落ちをした恋多き女で、過去には沖縄で半年間暮らしていたほか、逃避行先の韓国・済州島で海女をしていたこともある（第9回）。最近は冷え性に悩まされている。陰で吉田らに「フェロモンばばあ」と呼ばれる（第55回）。大吉からは「あることないことを吹聴する」と言われ、迷惑がられている。
勉の弟子の水口に惚れ込み、誘惑するが、彼の正体を知り気持ちを吹っ切り別れた。「東京編」ではバングラデシュ人の新しい彼氏・カマールと交際していたが、水口が再び北三陸へ現われた時にはフリーに戻っており、再びモーションをかけるが軽くあしらわれる（第145回）。
『第64回NHK紅白歌合戦』での特別編ショートコントでは、北三陸編の主要キャラクターで唯一登場せず、「東京までは一緒に来たけど、一人だけどっか遊びに行ってしまった」と語られているが、これは美保が「ハンテン着せられて踊るだけでしょ？ 3秒くらいしか映らないのに、大みそかに待機してたくない」と出演を断り、格闘技観戦の趣味も兼ねて裏番組の新日本プロレス特番（BS朝日）に出演してしまったことを指すメタフィクションネタである。
安部 小百合（あんべ さゆり）
演 - 片桐はいり
海女兼業の漁協事務員。42歳。愛称は「あんべちゃん」。春子と菅原とは同級生。大吉と結婚時の姓は「大向」。アキが24年ぶりの新人海女になる（第6回）までは海女クラブの最年少だった。同級生の春子とは対照的に地味な高校生活を送っていた。春子が北三陸を去った6年後の1990年に大吉と結婚するが、半年で離婚。
北三陸の郷土料理・まめぶを愛してやまない。2008年9月に「まめぶ大使」としてまめぶの東京進出計画に声がかかり、その手始めに宇都宮の大手百貨店で開催される岩手物産展に勤めるため（第22回）、本気獲りを最後に海女を引退して北三陸を離れる（第25回）。しかし事業はうまくいかず、東京での浸透を狙おうと都内のオフィス街でそば・うどん・まめぶの屋台「安部そば」を始める。そんな中、営業中に偶然アキと再会し、アキの東京での活動を励ます（第76・77回）。
「国民投票」へむけて知名度UPのために路上活動を始めたGMT6のために、メンバーの故郷の郷土料理を販売するなどして応援する。以後「まごころ第2女子寮」に上がり込んでまめぶなどを振る舞うようになり、いつしか寮の調理係のような立場になる。
2011年夏に種市と同時期に北三陸市へ帰り、海女として復帰する（第141回）。2012年6月、大吉とヨリを戻し再婚した（第153・154回）。
花巻 珠子（はなまき たまこ）
演 - 伊勢志摩
安部の退職に伴い呼ばれた漁協の後任事務員で第25回から登場。袖が浜生まれで、2人の娘を育てる出戻りのシングルマザー。陰で吉田らに「白ばばあ」と呼ばれる（第55回）。
神経質で毒舌家で常に何かに対して怒っており、一見孤立しているように見えるが、働き者で性格は悪くなく、漁協や海女たちとの関係も良好。時おり飛び出す「たとえ突っ込み」は誰も理解できずにいるが、「分かる奴だけ分かればいい」と思っている。洋楽に詳しい。
震災の津波により自宅が流され、その後はパート勤めもした。
花巻 鈴（はなまき すず）
演 - 小島一華 珠子の娘。
花巻 琴（はなまき こと）
演 - 吉村美輝
鈴の妹。第25回から登場。AKBのファン。
組合長（くみあいちょう）
演 - 岩手太郎
第8回（回想シーン）に登場。長内六郎の前任の組合長で、上半身裸の海女を観光の目玉に使っていたことを若き日の天野忠兵衛ら若手漁師たちに糾弾される。

### 北三陸鉄道（北鉄）の人々
大向 大吉（おおむかい だいきち）
演 - 杉本哲太（若き日の大吉：東出昌大）
北三陸駅の駅長。春子の幼なじみで、春子よりも2歳年上。安部と結婚し半年で離婚した過去があるが、2012年6月30日に復縁（第153・154回）。
2008年夏、「北の海女」の後継者不足を危惧し、春子に跡を継いでもらおうと考え、彼女に夏の危篤を知らせる嘘のメールを送って帰省させる（第1回）など、北三陸市の活性化のために奔走する。船酔いを起こすため、漁師は断念し北三陸鉄道に就職。モータリゼーションについて危機感を持ち、タクシーやバスに対して敵意を見せる。
春子に対し恋心を抱いている。それゆえに、春子の元夫である正宗（9回など）や彼女に好意を寄せる男たち（第20回）に敵愾心を露にするなどかなり嫉妬深い。一方で春子の離婚から1年が経過した2009年冬にプロポーズするが（第90回）、彼女がアキを支えるために上京したためその関係は終わる。しかし、夏と共に東京に来た際には正宗のタクシーに乗り、運転技術に感心して男同士の絆が芽生え「春子に相応しい男」として彼を認める（第117回）。その後、倒れた夏の介護のために北三陸に戻った春子に対し、夏の回復後彼女が東京に帰るか迷う際にも後押しをするまでとなった（第127回）。
「梨明日」でのカラオケの持ち歌は『ゴーストバスターズ』主題歌だが、掛け声の「ゴーストバスターズ!」の部分しか歌わない。下戸であり、「梨明日」ではウーロン茶を飲んでいる（第9回）。注文の時の口癖は「ウーロン茶ロック!」。間違ってウーロンハイを飲んでしまった時はかなり悪酔いする（第9回など）。たまに見当外れの言動が出る事もあり、春子から吉田・菅原とともに「馬鹿か」と叱られる事もある（第78回）。
2011年、ユイを乗せた乗務中の車両内で東日本大震災に遭遇（第133回）、直後から復旧のために奮闘、吉田らとともにわずか5日間で北三陸 - 袖が浜間の運転を再開させる（第134回）。安部との再婚の際、結婚アピールが書かれた列車を走行した（勿論、書いたのはアキ）。（第152回）
吉田 正義（よしだ まさよし）
演 - 荒川良々
北三陸駅の副駅長。大吉が不在の時は駅の業務を引き受けていて、大吉の相棒のような存在である。大吉の職場の後輩で、 駅員の仕事以外に「リアス」の店番もしている。母と妹（名前は足立ユイと同名の「ユイ」）と3人で暮らしている。栗原がヒロシと別れた後、彼女と婚約・結婚する。
周囲が気を遣って言わない事を敢えてボソッとつぶやいたり、強い口調で毒舌を吐く一面もある。過去にはファンクラブに入会したほどの鈴鹿ひろ美ファンであり、自身が録画をした映画「潮騒のメモリー」のビデオテープ（VHS）が、アキが女優を目指す持つきっかけとなる（第63回）。

### 北三陸市観光協会の人々
菅原 保（すがわら たもつ）
演 - 吹越満（若き日の菅原：落合モトキ）
観光協会長。大吉の高校時代の後輩で、春子と安部とは同級生。春子に想いを寄せてたった3日間だけだったが交換日記をした時期もあったが、春子には思い出どころか存在さえも忘れられていた。
協会長になった2007年より北三陸市のジオラマ製作に没頭する一方で、パソコンが苦手なため観光PRのためのホームページ作成を億劫がる（第4回）。北三陸の活性化事業において意見が合わないなど、大吉とは先輩・後輩の緊張感はあるが、リアスではよく顔を合わせる飲み仲間である。栗原に対しては「ミス北鉄☆コンテスト」に出場を勧める（第16・77回）など、なにかと容姿をほめる。
栗原 しおり（くりはら しおり）
演 - 安藤玉恵
観光協会の職員。周囲に乗せられて嫌々ながら「ミス北鉄☆コンテスト」にエントリーするが、周囲の予想通りユイが1位になり、水着審査の準備までしたのに寒さで水着は必須ではないことを知り激怒する（第18回）。
職場で一人で踊る姿を見られた事（第46回）をきっかけに、ヒロシと心の距離を縮め交際を始める。しかし、アキに未練を残す彼の様子に嫉妬すると共に（第67回など）、性格の不一致が顕著になり終局。吉田と婚約を経て結婚し、2010年9月には妊娠が発覚する（第123回）。
震災のショックで産気付き、予定日よりも早くに娘・さおりを出産。

### 北三陸高校の人々
種市 浩一（たねいち こういち）
演 - 福士蒼汰
北三陸高校潜水土木科のアキの1学年先輩。南部潜りが得意なエリート。一人称は「ずぶん（自分）」だが、ユイやアキに対しては「俺」と言うこともある。
水口と梅頭から「タネ」と呼ばれ（第130回など）、さらに水口からはアキと交際することに皮肉を込めて「一般男性」とも呼ばれた（第122回）。
高校時代にアキから思いを寄せられるが、アキと出会う以前からユイに片思いしている。ユイに告白し交際することになった事情もあり、卒業直前に交際を申し込んできたアキを振る（第48回）。
卒業後は東京の建設会社への就職が内定し、羽田空港新滑走路拡張工事に潜水士として携わることが決まっていたが、空港の工事の着手が遅れ東京スカイツリーの建設現場に配属。自分が高所恐怖症であることに気付き限界を感じて退職し、さらにユイが上京する気配もないことから一時は北三陸に帰る決意をする（第79回）。しかし、後ろ向きな考えとユイを見くびる発言を再会したアキから叱咤され考えを改め「無頼鮨」で板前の修業を始める（第80回）。また、この頃からアキのことが気になるようになり、2010年の正月にユイと別れた上でGMTを辞めたアキからの告白に応えて自分の思いを告白し交際を始める（第111回）。
アキが北三陸へ帰った後のお盆前、梅頭に無断で帰省し、南部もぐりの経験を活かし、海中の瓦礫撤去作業の力になる（第143回）。それを追って北三陸を訪問した梅頭から東京に戻らず地元で頑張るようにと言い渡され、事実上、板前修業を断念する（第144回）。
磯野 心平（いその しんぺい）
演 - 皆川猿時
北三陸高校潜水土木科の教師でありクラスの担任。潜水土木科に転入してきたアキに南部潜りを教える。愛称は「いっそん」。
太いもみ上げが特徴の巨漢で、校内ではいつも竹刀を持ち歩いている（第27回など）。予期しない出来事にめっぽう弱く、挙動不審になったり、大声でわめいたり、時には突拍子もないキャラになったりする。「くぬやろ！」（「この野郎」の訛り）が口癖。
「潮騒のメモリーズ」では教え子のアキではなくユイを推しており、ユイが「梨明日」を手伝うようになってからは店の常連客となっている。震災後は袖が浜の海底調査にも携わる（第24週）。
担任
演 - 串間保
第13回に登場。アキが北三陸高校普通科に転入した時のクラスの担任。
桜庭（さくらば）
演 - 山谷花純
坪井（つぼい）
演 - 久野みずき
第54回などに登場。アキのPR活動がきっかけで北三陸高校潜水土木科に進学した女子新入生。「海女カフェ」の従業員としても働く。

### その他の北三陸の人々
小田 勉（おだ べん）
演 - 塩見三省（若き日の勉：斎藤嘉樹）
「リアス」の常連客で北三陸が日本有数の産地とされている琥珀の掘削職人。「リアス」のカウンターでは常に琥珀を磨く。年齢は天野夏より2歳年下。
気が小さく口下手で、何かにつけ琥珀の話ばかりするため周囲の人々にはなかなか話を聞いてもらえず小ばかにされているが、色々な愛称（通常の呼び名は「（琥珀の）勉さん」）をつけられるなど皆から愛されている。重要なやりとりをよく目撃しているが、気の小ささゆえ、黙っていたり後になって告白することが多い。一方で、珍しい琥珀や化石を見つけると大声を上げて興奮する（第43回、最終回など）。
自身が掘った坑道でアキとユイが本音を叫ぶ姿を見ており、それ以降は2人を暖かく見守る。水口が北三陸に来て弟子入りしたことを喜ぶが、アキたちをスカウトするために自分を騙していたことを知って激怒し、殴りつけて破門する（第10週）。しかし彼を見送る際には希少なアリ入りの琥珀を持たせようとし、アイドル育成を琥珀を磨いて宝石にすることに例えてはなむけの言葉を贈り、2010年には親しく電話で話すほどになっている（第108回）。水口が再び北三陸へやって来た際には彼を許し、師弟関係が復活する。
春子が上京した際、夏が海岸で見送りする姿をただ一人目撃したが、夏に若芽と引き換えに口止めされていたため25年後に告白するまで黙っていた（第72回）。また、夏が若い頃に北三陸のアイドルだったことを覚えていた唯一の人物である（第20週）。
2012年7月1日、北三陸鉄道の一部区間運転再開に合わせて自らの坑道を有料で一般開放開始。その内の少年が、数万年前の恐竜の足の骨を発見。開放前日には、水口も偶然発見していたことを「リアス」で知らされ、彼に対し自分が見つけたことにしてほしいと頼むものの、周囲に証人となる人々が多くいたため断られ、激しく悔しがる（第156回）。
北三陸の人達の中では最初にスマートフォンを買った人物であり、しかも、その当時はスマートフォンを持っている人は全国的にも珍しかったため「スマート勉」と呼ばれることになる。（宮藤自身、スマホを買ったのが2009年で、その時のエピソードが入っている）
鈴木（すずき）
演 - 大方斐紗子
北三陸鉄道を利用する老婦人。周囲からは「鈴木のばっぱ」と呼ばれている。彼女がお座敷列車初日に乗り損ねたことを嘆いたことなどがきっかけで、駅長がお座敷列車の特別便を運行することを決め、海女クラブや観光協会のメンバーらとともに乗り込む（第53回）。東日本大震災発生時は東京へ向かうユイとともに北鉄に乗っており、空腹を訴える同乗の子供たちにゆべしを分けた（第133・134回）。この車両が車庫に帰還した際には、震災時に自分たちの命を守ってくれたとして感謝の意を大吉たちに述べている（第139回）。出番は少ないが、春子とアキの帰郷（第1回）など重要な場面に登場するキャラクターである。
スーパーの主任
演 - 須藤公一
第40・41回に登場。忠兵衛の再就職先であるスーパーマーケット「サンデイマーケット」の主任。
店員となった元漁師の忠兵衛に、鮮魚製品の値下げシール貼付の業務を抗議されたり、勤務中に勝手に早退されるなど振り回される。
カマール
演 - アベディン
第79・92回に登場。美寿々が水口をふっ切ったあとに付き合った彼氏でバングラデシュ人。
若い男
演 - 工藤トシキ
第79回に登場。北三陸駅でユイにしつこくからむ若い男。磯野心平に注意され、捨て台詞を吐いてその場を後にする。
刑事
演 - 松澤仁晶
第81回に登場。よしえの失踪を捜査する刑事。
警官
演 - 岩間天嗣
第81回に登場。刑事と共によしえの捜査をする制服警察官。
小太りの男
演 - 山田健太
第81・82回に登場。不良になったユイと親密になった小太りの愛犬家。その後、ユイが立ち直り海女になった時には「交友関係を絶った」とされている。
司会者
演 - マキタスポーツ
第115回に登場。1964年（昭和39年）に北三陸で行われた橋幸夫リサイタルの司会者。
医師
演 - 田中要次
第121・122回に登場。夏の心臓バイパス手術を担当した医師。病院の待合所で騒ぐ春子たちを叱りつける。
大吉の母
演 - 星野晶子
第154・155回に登場。大向大吉の母。
少年
演 - 春原雅之
第156回に登場。畑野小学校に在学する10歳の少年。2012年7月1日に社会科見学で勉の琥珀採掘体験場を訪れ恐竜の骨を発見。同じく恐竜の骨を発見した水口とともに新聞の一面トップに掲載される。

## 岩手の人々
池田 一平（いけだ いっぺい）
演 - 野間口徹
テレビ局「岩手こっちゃこいテレビ」のディレクター。薄い色のサングラスがトレードマーク。
地域情報番組「5時だべ！ わんこチャンネル」内で、アキとユイを起用した北三陸の紹介コーナーを企画・制作し（第32・33・35回）、その後も取材のため度々北三陸を訪れる（第9・11週ならびに第143・145回）。
司会
演 - 福田萌
第35・52回に登場。情報番組「5時だべ！ わんこチャンネル」の司会者。
アナウンサー
演 - 山田泰三
「5時だべ！ わんこチャンネル」の放送中にリーマン・ショックの臨時ニュースを伝えたアナウンサー。
レポーター
演 - 原史奈
第62・64・65回に登場。情報番組「5時だべ！ わんこチャンネル」の中のコーナー「海女カフェ日和」で、休養中のユイに代わって出演するレポーター。
アナウンサー
演 - 山岸舞彩
第153回に登場。鈴鹿のチャリティーリサイタル開催直前の模様を北三陸からの生放送でリポートした。
トシちゃん似の男
演 - 原俊作
第52・53回に登場。失恋のショックで一時的にお座敷列車のイベント出演を拒否したアキの代役として呼ばれた、田原俊彦のそっくりさん。
結果的にお座敷列車での出番はなくなったが、「リアス」でビデオカメラを廻す水口の前で歌を披露し、大受けする。
銀行員
演 - 政岡泰志
第56回に登場。「海女カフェ」への改装費となる2000万円の融資を了承する。

## 東京の人々

### ハートフルの人々
荒巻 太一（あらまき たいち）
演 - 古田新太
芸能事務所「オフィス・ハートフル」」（1991年設立）の社長で、アイドルを手がける芸能プロデューサー。1959年生まれの東京都出身。通称「太巻（ふとまき）」。
25歳までダンサーとして田原俊彦のバックなどで踊り、春子の出演した番組「君でもスターだよ!」にも出演していたが、番組の終了で解雇され（75回）、1985年に26歳でスカウトマンに転身した。
この時代、馴染みの純喫茶「アイドル」のマスター・甲斐に紹介され、アイドルを目指す春子と出会いデモテープを渡されたことがきっかけで（第92回）、彼女に音痴な鈴鹿ひろ美の歌唱影武者を依頼した。2年後には春子の力で鈴鹿が歌手としてもブレイクしたこともありチーフマネージャーに昇格するが、春子自身をデビューへ導くことはできず、1989年に影武者を辞退し「潮騒のメモリー」でデビューを希望する春子と言い争い別れる（第96回）。この一連のヒットで鈴鹿をスターにしたことで現在の地位に付いたため、彼女には頭が上がらない。
後に秋元康に憧れてプロデューサーになる。「アメ女」のブレイクで一躍売れっ子となり、ドキュメンタリー番組「プロダクトA」の密着取材を受けるほどになる（第107回）。
自社のアイドルたちへの呼びかけは「ガール」で、プロデュースする曲は「振り先」（ふりせん。詞先のように、振付を先に考えて曲を後から作る）で制作して自ら振付をし、社長室にも大型の鏡を置いて常に新しい振りを考えている。アメ横の事務所にはめったに訪れないが、来たときはアメ女の正規メンバーたちに「無頼鮨」の特上寿司を出前でおごるのが常である（第75回）。またオフィスに社是として「太いものには巻かれろ」といったフレーズを掲げ、著書のタイトルにもしているが春子によればそれらの内容は自慢話ばかりである（第103回）。
2009年、北三陸の地元アイドルであるアキ・ユイらの情報を現地滞在中の水口から仕入れ（第51回）、のちには自ら電話で直接2人にオファーする（第65回）。この結果アキがオフィス・ハートフルに所属となり、当初はアキに対しても鈴鹿の付き人に斡旋するなど好意的に接するほか、「海女ちゃん」と呼ぶようになる（第84回）。しかし春子の娘と知り動揺し（第84回）し、圧力をかけて潰そうとする（第101回）。営利主義で有馬めぐが抜けたGMTは売れないと決めつけた上に、デビュー曲「地元に帰ろう」を体面上「発売初週で1万枚売れなかったら解散」と宣言したり、春子からGMTのプロデュースに文句を言われて、「あの鬱陶しい東北のステージママ」などと発言する（第105回）。さらにメンバーの承諾無くレコーディング音声を奇をてらい細工して、再び春子と言い争い別れる（第107回）。アキがGMTを脱退したことにより、逆に本腰を入れて売り出し始める（第108回）。一時はGMTを人気グループにするがすぐに伸び悩み、一方でアキの人気が高まりつつあるのに焦り、巻き返しのために映画「潮騒のメモリー」のリメイク制作を決意する（第119回）。
プライベートでは一時期事務所公認で鈴鹿と交際し、彼女の希望で一緒に独立してハートフルを立ち上げるが、1年もしないうちに鈴鹿に再独立された。しかしその後も今に至るまで同居を続け（第122回）、東日本大震災をきっかけに鈴鹿と正式に結婚する（第141回）。
両手を脇の下に挟む独特のポーズをとる癖がある。また、東京都出身であるが関西弁が得意で、人を恫喝する時に使用する（第95・107・129回など）。
若い頃は20歳も歳上に見られてしまう「老け顔の青年」という設定がなされており、26歳の荒巻も古田が演じている。
河島 耕作（かわしま こうさく）
演 - マギー
「アメ女」チーフマネージャー。水口の先輩にあたり、アキからは「ちっちゃい方の河島さん」と呼ばれている（第145・146回）。荒巻のヴィジョンを形にすることが社員の使命と考え、荒巻の反応が鈍いGMTのイベント企画などを一笑に付する（第85回）。水口が事務所を離れた後、交代する形でGMT5専属のマネージャーとなる（第105回）。
「潮騒のメモリー」に関する一連の秘密については荒巻から知らされておらず、2010年にアキが同曲をレコーディングする際、春子が手本を示すためにスタジオで歌った際に、関係者たちの会話から初めて事情を知る（第131回）。
警備員
演 - 薬師寺順
「ハートフル」東京EDOシアターの警備員。

### GMT47→GMT6→GMT5メンバー
東京編からの出演。なお小野寺薫子のみ、故郷編の第62回に登場。GMT47公式サイトのインターネット動画の中で「仙台牛タンガールズ」のメンバー（センター）としてデビュー曲「ズンダズンダ」（THE BLUE HEARTSの「リンダリンダ」の替え歌）を歌っていた。
しおり・真奈・エレンの3人は、朝日奈学園在学時はアキのクラスメートだった（第76回）。ベロニカ以外の年齢は初登場時のもので、「ハートフル」のサイトより。
震災後、河島率いるGMTはチャリティーコンサートツアーの途中でアキの地元北三陸を突如訪問し、喫茶リアスで店員の足立ユイと対面した。リーダーの入間しおりと足立ユイは激しく火花を散らし、これが起爆剤となってユイは完全復活し、「潮騒のメリーズ」が再結成された（第145・146回）。
入間 しおり（いるま しおり）
演 - 松岡茉優
GMT47の埼玉代表。元「NOオーシャン」メンバー。初登場時18歳。
メンバーの一人に過ぎないが、いわゆる「姉御肌」の性格で、他のメンバーからは「リーダー」と呼ばれ一目置かれている。GMTの人気が出てからは、ファンから「しおりん」と呼ばれるようになる（第110回）。
GMTが秋葉原の昌平橋で路上ファンミーティングを行った際、用意した衣装は深谷ねぎをイメージした緑と白のグラデーションのワンピースで、左手にねぎを模したブレスレットも巻いていた（第87回）。
自己PRは「海は～ないけど、夢は～あるっ！ 埼玉在住アイドル「NOオーシャン」の元気印、入間しおりです。今日も東武東上線に乗って元気いっぱ～い！」。この紹介パフォーマンスは、なぜか鈴鹿ひろ美やヒビキ一郎からの受けが大変悪かった。
PR通り実は埼玉県内の親元に住んでおり、事務所から通勤手当を支給されていた。それにも関わらず他のメンバーが住む「まごころ第2女子寮」に無断で住みこんで、水口から「交通費返せよ、泥棒」と文句を言われている（第74回）。
責任感が強く、GMTの現状への危機感から頻繁にメンバーを集め反省会を開くが、熱意が空回りして「ウザい」ために自身の人気がいまひとつなのではないかという劣等感も抱えている（89回）。
2009年12月12日の「国民投票」では41位となって一旦は解雇が決まるが、直後にアユミが脱退し、更にアメ女メンバーの一人（誰かは不明）が脱退したたため、39位に繰り上がって奈落組に残留した、アユミの脱退による繰り上げに納得がいかず彼女を突き飛ばすほど激怒する。その後仲直りし、彼女の新しい出発を涙ながらに送りだす（第89回）。
演じた松岡茉優は2013年9月6日に「埼玉県の魅力を発信しイメージ向上に貢献した」との理由で、同県の上田清司知事から役名の「入間しおり」名義で感謝状を授与された。。
遠藤 真奈（えんどう まな）
演 - 大野いと
GMT（福岡 → 佐賀）。18歳。メンバーからは「真奈ちゃん」と呼ばれている。出身地を福岡と詐称していたが実は隣県の佐賀出身（演じた大野いと自身は佐賀県ではなく福岡県出身である）で、故郷に並々ならぬ思い入れを持っている。嘘をついていた後ろめたさから出身地のことを話すときに咳が出てしまい、このことを告白して以降は佐賀代表となる（第78回）。
元「親不孝ドールズ」の柚子胡椒担当。路上ファンミーティングの衣装として「佐賀のがばいばあちゃん」を選び、その理由を尋ねた水口に、「ネットで佐賀を検索したら最初にヒットしたのが『がばいばあちゃん』だった」と答えている。
アメ女・成田りなのシャドウとしてメンバーの中で最初にステージに立つ（第77回）。第1回目の公演では早着替えの場面で失敗したが、「国民投票」で26位に入り、アメ女のリザーブに昇格する。また、アキにアユミがGMTを辞めることを大急ぎで知らせにも行った（第88・89回）。
視力が悪く、寮でのシーンではメガネをかけている時が多い（演じた大野いと自身も視力が悪いため映画を観たりする時はメガネをかけている）。
宮下 アユミ（みやした あゆみ）
演 - 山下リオ
GMT（徳島）。自己紹介では19歳と言っていたが（第74回）、無頼鮨で飲酒し、他のメンバーから指摘された際、実は20歳で年齢を偽っていたと告白した（第78回）。仲間からは「アユミさん」と呼ばれている。
元「うずしお7」リーダーで、特技は阿波踊り。路上ファンミーティングの衣装も阿波踊りの際の格好（着物に笠）をしている（第87回）。自己紹介も阿波踊りを取り入れたものである（第74回）。
「国民投票」では29位に入りアメ女のリザーブに昇格するが、匿名のメールに添付された盗撮画像により恋人の存在が発覚。この責任をとってハートフルを辞め、恋人と暮らすため合宿所を出る。この際、盗撮の密告者がしおりだと疑ってしまったことを後悔するが、寮を出る際にはメンバー全員に温かく見送られる。その後、GMTレコーディングの頃にメンバーと再会した時（第106回）はすでに結婚・妊娠。アキが北三陸へ帰る際に開いた「無頼鮨」での送別会には、子供を抱いて出席する（第136回）。
喜屋武 エレン（きゃん エレン）
演 - 蔵下穂波
GMT（沖縄）。18歳。仲間内での愛称は「キャンちゃん」。
元「初々しいサーズ」メンバー。路上ファンミーティングの衣装は、琉球紅型（第87回）。
口癖は「なんくるないさー（何とかなるさ）」でマイペースであるが、その言動は周囲の人たちの心を癒やすとともに、思いやりにあふれている。何かとBEGINの曲を歌いたがる。
「国民投票」では38位で奈落残留。その後の年末年始、アキと共に鉄道にて北三陸へ行く。北三陸の人々の温かさや地元で愛されているアキの姿に感動し、自分も浦添へ帰省する（第90 - 92回）。
小野寺 薫子（おのでら かおるこ）
演 - 優希美青
GMT（宮城）。ベロニカが加入するまでは最年少で登場時は14歳。愛称は「小野寺ちゃん」。
仙台のアイドルグループ「仙台牛タンガールズ」の一人。路上ファンミーティング用の衣装はホルスタイン柄の牛の着ぐるみ（第87回）。
合宿所ではアキ・しおりと同室（第75回）。母・さとみが薫子になりすましてブログを書いており（第85回）、その影響もあってアメ女の出待ちファンたちから推され、路上ファンミーティングの握手会では一番人気を誇る（第87回）。「国民投票」に際して不安がっていたが、アキに励まされる（第84回）。
「国民投票」ではGMTメンバーではトップの20位にランクインし、ただ一人アメ女のレギュラーメンバーに昇格した。のちに金鎚。「太巻映画祭」第一弾として社長の荒巻が自らメガホンをとった映画、「潮騒のメモリー」（リメイク版）が制作発表された際、自社所属タレントを売出したい荒巻によって鈴鹿とのダブル主演が内定していたが、陰でアキを押す鈴鹿の強い要望に荒巻は折れ、共演者はオーディションで選ぶことになった（第119・120回）。最終選考まで残ったが、結果としてアキに敗れた（第126回）。
なお、薫子を演じた優希は実際には福島県出身である。
ベロニカ
演 - 斎藤アリーナ
GMT（山梨）。父が日本人（山梨出身）、母がブラジル人（出身地不明）のハーフ。13歳（第110回の時点）。東京編開始時点ではGMTに未加入・未登場で、アキの脱退後に新メンバーとして加入（第109回）。
日本語は片言で「・・なのは否めないよね～」が口癖。ブラジル人の陽気なイメージに反してネガティブな発言をし、荒巻から「全然陽気じゃない」と評される（第119回）。アキとはGMTとの共演ですぐに打ち解けた。（第132回）
なお、演じた斎藤アリーナは実際には東京都出身であり、それに父がオーストラリア出身で母が東京都出身のハーフである。

### アメ横女学園芸能コースメンバー
東京編からの出演。年齢は初登場時。有馬めぐと高幡アリサは、GMT47構想を語る荒巻太一の背後の大型モニターに映し出されるという形で、故郷編（第58回）でも出演している。
有馬 めぐ（ありま めぐ）
演 - 足立梨花
「アメ女」センターで、出席番号1番。愛称は「マメりん」。アキいわく、顔が小さく足の長い美少女（第75回）。荒巻によってGMTに入って間もないアキがシャドウにつけられる。プロ意識が強いうえに、かつての彼氏とのプリクラ写真の存在が発覚し半年間の活動休止処分を受け“干され”た経験をしているため、何がなんでも仕事に穴を開けない貪欲さを持つ（第81回）。
「国民投票」では31位となり、ビヨンド（奈落）に降格する。奈落落ちに伴いGMTメンバーと同じ「まごころ第2女子寮」に入寮するが（第93回）、その後「彼氏の家に泊まるから、もう2階で寝ていい」とアキに話し、実際は事務所が用意したマンションに引っ越し退寮した（第98回）。
GMTメンバーを軽蔑している節がある。入寮の際に帰郷して不在のアキの私物を部屋から勝手に放り出しベッドを無断で使い出したり（第93回）、奈落組が行う裏方業務を手伝わないといった行動（第95回）が見られる。荒巻の策によりGMTのデビュー曲のセンターとなるが（第99回）、直後にスキャンダルが公になり「卒業」という名のもとの解雇となる（第100回）。
高幡 アリサ（たかはた アリサ）
演 - 吉田里琴
「アメ女」出席番号36番。自己紹介のキャッチコピーは「片思い星からの転校生」。13歳。「国民投票」では40位となり、ビヨンド（奈落）に降格する。
成田りな（なりた りな）
演 - 水瀬いのり
「アメ女」出席番号37番。自己紹介のキャッチコピーは「上から読んでも、なりたりな。下から読んでも、なりたりな」。15歳。体調不良でステージを休演し、真奈のシャドウとしての出番を作る（第77回）。「国民投票」では39位となり、ビヨンド（奈落）に降格する。なお、アキが繰り上がった際に成田の名札がなかったが、本当に成田がフェードアウトしたのかは不明。（第89回）
演者の水瀬は「暦の上ではディセンバー」の実際の選抜歌唱メンバーである。

### 芸能関係者
ヒビキ 一郎（ヒビキ いちろう）
演 - 村杉蝉之介
アイドルオタクのカメラ小僧→アイドル評論家。1961年生まれの東京都台東区出身。
個人ブログを開くユイに興味を持ち東京から北三陸を訪れるが、海女訓練中のアキを盗撮していたところを春子に見つかり町中の騒動になる（第10回）。しかし観光協会のホームページに自身が撮影したユイの動画を掲載することを強く勧め、ユイを目当てに北三陸に多くの人々が訪れるきっかけを作る（第18回）。
一ファンとしてはユイを推しており、盗撮騒動以降もアキに対しては邪険な態度を取るが、ユイに続きアキも人気が出てからは冷静な評価をするようになり（第21回）、以後は観光PRに励むアキとユイの人気を分析し、北三陸の集客活動に関して地元民にアドバイスをするようになる（第35回）。お座敷列車（第52回）や「海女〜ソニック」（第65回）などのライブイベントには必ず参加する。
その後、雑誌に「アイドル評論家ヒビキ一郎の俺は認めねぇ」という連載コラムを持つ第一線のアイドル評論家兼カメラマンとなり、アメ女を話題に取り上げブレークさせた。また、薫子を推していることもあり、GMT6を雑誌で紹介するとともに少しずつ周知されるきっかけを作り、GMT5のデビュー決定後にアーティスト写真の撮影を担当する（第105回）などグループとの関わりを持っている。薫子以外のGMTメンバーや北三陸時代のアキには平気で「ブス」と言うなど毒舌家である。
2012年7月、アキの晴れ姿を見たがっていた正宗に、明日も乗るからとお座敷列車のチケットを譲る。
小野寺 さとみ（おのでら さとみ）
演 - 石田ひかり
第85回に登場。薫子の母親。薫子の芸能界入りを反対する夫と対立し離婚に至っている。ブログを代筆するなど薫子の活動を支える一方で、薫子の可能性に生活をかけている。「国民投票」に薫子の解雇の危機を感じ、抗議するために正宗と共に合宿所に乗り込む。
東日本大震災で被災し一時薫子と連絡が取れなくなるが、避難所にいることを知らせるファンのブログへの書き込みにより無事が確認される（第133回 出演なし）。
安達清常
演 - 吉野容臣
第82回に登場。「BSプレミアム時代劇 静御前」で鈴鹿と共演する俳優。彼の名を忘れた鈴鹿から陰で「清常役の大根役者」「大根」と呼ばれる。
AD
演 - 恩田隆一
第82回に登場。「BSプレミアム時代劇 静御前」のAD。
AD
演 - 野本光一郎
第83回に登場。「おめでた弁護士」vol.14 のAD。
監督
演 - ベンガル
第87・88回に登場。「新春SPおめでた弁護士」の監督。
AD 小池（エーディー こいけ） / 助監督
演 - 太賀
「新春SPおめでた弁護士」のAD。ドラマ出演に初めて挑むアキに専門用語を色々教え、NGを連発後ようやく演技のOKが出たアキと手を取り合って喜ぶ（第87・88回）。
その後、「潮騒のメモリー〜母娘の島〜」の助監督として再登場する（第126回）。
司会者
演 - 中田有紀
98・108（声のみ）・第119回に登場。劇中で鈴鹿やアキが出演するトーク番組「パークスタジオ」の司会者。
柏木
演 - 八十田勇一
1985年にチーフディレクターとして、若き日の春子の「潮騒のメモリー」の影武者レコーディングに携わった一人。2010年時点でミレニアムレコード株式会社の制作本部長に出世している（第111回）。秘密を知る春子には弱い。
さかなクン
演 - さかなクン（本人役）
1第12・126・134・149回に登場。アキがアシスタントとしてレギュラー出演している劇中の子供向け教育番組（15分番組）「見つけてこわそう」（震災後は「じぇじぇじぇのぎょぎょぎょ」に改題）の司会。
2012年、アキを訪ねて北三陸を訪問。その際に大吉に不審者扱いされたが、アキがすぐにかけつけ、助けられた。「海女カフェ」再建に協力し、自らが飼育している魚たちと水槽を寄贈する（第149回）。
萩尾
演 - 深水元基
第112回に登場。「見つけてこわそう」を見てアキに予備校「神技ゼミナール」のイメージキャラクターを依頼するCMプランナー。
橋幸夫
演 - 橋幸夫（本人役）（若き日の橋幸夫：清水良太郎）
夏が憧れ続ける歌手。1964年に北三陸でリサイタルを行い、その際に夏と即興で「いつでも夢を」をデュエットで歌った（第115回）。46年後の2010年に初めて上京してきた夏と再会し、無頼鮨で「いつでも夢を」を再びデュエットで歌う（第116回）。
プロデューサー
演 - 諏訪太朗・望月章男
第121・122回に登場。映画「潮騒のメモリー〜母娘の島〜」のプロデューサー。ヒロインオーディションに立ち会う。
TOSHIYA（トシヤ）
演 - 勝地涼
第128回に登場。アイドルダンスチーム「ZOO STREET BOYS」のメンバーで「潮騒のメモリー〜母娘の島〜」でトシヤ役を演じる。チャラい風貌で、常に手鏡で前髪を気にしながら腰を前後にクネクネ振っているため、アキから「前髪クネ男」（まえがみクネお）とあだ名をつけられ嫌悪される。
当初は劇中でアキとキスシーンを演じることになっていたが、突如本番前にファンからのイメージ悪化を理由に拒否し、カメラの角度を調整して撮影することになる。また、その際に「貪る様に接吻する」との台本のト書きを「踊る」と読み間違え、荒巻から怒られる。
たった一度の出演ながら、TOSHIYAのキャラクターは視聴者に強烈な印象を残し、再登場を希望する声も現れた。
演じた勝地は後に、宮藤官九郎のオールナイトニッポンGOLDの企画で「涼 the graduater（リョウ ザ グラデュエーター）」という名義で歌手デビューを果たしたが、冒頭にはこのキャラを彷彿させる歌詞がある。
マネージャー
演- 奥田恵梨華
第128回に登場。TOSHIYAのマネージャー。
ライター
演 - 滝藤賢一
第135回に登場。アキにインタビューし、震災後の故郷岩手についての質問をする。
監督
演 - 古舘寛治
第136回に登場。鈴鹿が主演する「BSプレミアム時代劇 静御前」の監督。
監督
演 - ダンカン
第144回に登場。鈴鹿が出演する「夏の節電」スポットの監督。

### その他の東京の人々
梅頭（うめず）
演 - ピエール瀧
東京EDOシアター裏の寿司店「無頼鮨（ぶらいずし）」店主。
寿司を握ることだけに黙々と集中している。腕はいいのだが人の話を聞いていないことが多く、あわてて取り繕った笑顔は常連客の鈴鹿をいらだたせ、「小林薫のつもりかしら」（80回）などと突っ込まれる。動揺すると手が滑って握っている寿司を落としたり（第103回）、すしネタとシャリを逆さまにした状態で皿に盛り付けるなど多少そそっかしい所が見受けられる（第104回）。橋幸夫が「無頼鮨」に来店した際には、色紙とフェルトペンを準備するミーハーな一面がある（第116回）。
無断で帰省した店員の種市に会うため、革製のレイシング・スーツに身を固め、愛車ハーリィ-デイヴィッドスンを駆って北三陸市を電撃訪問（片道10時間）した。「リアス」でウニ丼7杯を食べ、種市に「お前はここで頑張れ」と餞の言葉と笑顔を残し、わずか48分の滞在時間で帰京する（第143・144回）。 寿司屋の大将というキャラクターと店名の元になったのは、かつて電気グルーヴがラジオで語っていた、瀧がホームパーティーで猫砂を掃除した手を洗わずに手巻き寿司を握り、石野卓球を辟易させた「喧嘩握り」のエピソード。
甲斐（かい）
演 - 松尾スズキ
1985年当時、春子がアルバイトをしていた原宿の純喫茶「アイドル」店主。2010年夏（第120回）時点で65歳。「アイドルオタク歴40年（第99回）」のアイドル通で仕事中もTVのアイドルをチェックする。オーディションを受けながらアイドルを目指していた春子を応援している。2010年には、ハートフルを辞めたあとのアキをアルバイトとして雇うようになる（第108回）。推しているアイドルがいると「熱いよね」と表現するのが常（第105回ほか）。鈴鹿ひろ美のファンでもあり、鈴鹿と荒巻が結婚するのを聞いた際には、ショックのあまり寝込んでしまう（第141回）。
マンションの女
演 - 大久保佳代子
第73回に登場。アキが実家である正宗のマンションに立ち寄った際にバスローブ姿を目撃された、バツイチの女性。離婚成立後に正宗が同窓会で再会し交際するが、秋頃には互いに冷めてしまい別れたことが正宗からアキに語られた（第85回）。
友人
演 - 藤江れいな・星名利華・中島かれん・宮城美寿々
第6回の回想シーンに登場。アキが東京にいた時のクラスメートで、アキの存在感の薄さをからかったり、無視したり影で悪口を言いふらすなどのいじめをした。第74回ではリーダー格だった2人（演：星名・宮城）と偶然再会、アキを“ネットアイドル”と揶揄し、無言で立ち去るアキを罵倒する。
通行人
演 - デビット・ホセイン
第73回に登場。東京・アメ横に出てきたアキから写メ撮影を頼まれ、堪能な日本語で快く応じる外国人の通行人。なおデビット・ホセインは第90回で「安部そば」の隣で営業する「ケバブ屋」としても再登場するが、「通行人」と「ケバブ屋」の2人が同一人物かは不明。
伊東
演 - 日向丈
第75・78回に登場。「無頼鮨」従業員。その後退職して種市が無頼鮨に就職できる機会を作る。
目撃される男
演 - 天野勝弘
第86・87回に登場。よしえの元上司。GMT6の上野の路上ライブ中、失踪後のよしえと共に歩く姿をアキに目撃される。
三又又三
演 - 三又又三（本人役）
第87回に登場。GMT6の上野の路上ライブ中、安部が偶然見つけた「岩手県出身」のタレント。
アナウンサー
声 - 関根正明
第156回に登場。テレビのニュースで「潮騒のメモリーズ」の復活・「北三陸鉄道」の一部区間復旧を報じる。
ウェイトレス
演 - 上住マリア
第156回に登場。2012年の喫茶「アイドル」で働いている。「潮騒のメモリーズ」復活のニュースに興奮する甲斐の話に興味無さげな反応をする。

## 春子の回想シーン
以下は、若き日の春子（1984年 - 1989年）の北三陸および上京後の「回想シーン」に登場する人物である。
北三陸市長
演 - 北見敏之
第6回に登場。春子が上京した1984年当時の北三陸市長。当時の組合長・六郎たちと共に天野家を訪問し、観光PRのために高校生の春子に海女になるよう懇願する。
その際に翌日（1984年7月1日）の北三陸鉄道開通により北三陸と東京がつながることを説明し、春子が上京するきっかけの一つになる。
司会者
演 - 小籔千豊
第70・75回に登場。1984年に春子が出演したオーディション番組「君でもスターだよ!」の司会者。
AP
演 - あべこうじ
第75回に登場。「君でもスターだよ！」のアシスタント・プロデューサー。最終回に新チャンピオンとなった春子に「幻のチャンピオン」と言い放ち、バックダンサーを務めていた荒巻にクビを宣告する。
チャンピオン
演 - 渡辺万美
第70・75回に登場。「君でもスターだよ！」10週目の挑戦で春子に敗れる。
審査員
演 - 津田寛治・小林ユウキチ
第76回に登場。1985年、春子が受けた「こんにちはスタジオ!!」番組アシスタントオーディションの審査員。
少女
演 - 神定まお
第76回に登場。1985年、荒巻にスカウトされ純喫茶「アイドル」に連れて来られ説得されるが、裸になる仕事と勘違いして辞退し逃げ去る。
司会者
演 - 清水ミチコ・糸井重里
第95回に登場。1985年、純喫茶「アイドル」のテレビで放送されていた音楽番組「夜のベストヒットテン」の司会者。清水は黒柳徹子似、糸井は久米宏似の風貌である。
常連客
演 - 有薗芳記
第95・96回に登場。1985年、純喫茶「アイドル」の常連客。
ウェイトレス
演 - 秋月三佳
第96・97回に登場。1989年、喫茶「アイドル」のウェイトレス。春子が辞めた後に勤務していた。